# SAKURA-iro
Pour les articles homonymes, voir Sakura (homonymie).
Singles de Angela Aki
This Love
(2006) 孤独のカケラ / Kodoku no Kakera
(2007)
サクラ色 / SAKURA-iro est le cinquième single d'Angela Aki.

## Le single
【CD】
1. サクラ色 / SAKURA-iro
2. On & On
3. Power of MUSIC (Version réarrangée de 「MUSIC」)
4. HOME -piano version- (bonus track)

【DVD】
1. 「SAKURA-iro」 Music Video
2. 「HOME」 Live （2006.10.12 ZEPP TOKYO)
3. 「SAKURA-iro」 Music Video ・Making Clip